# James Russell (piragüista)
James Russell (4 de noviembre de 1997) es un deportista británico que compite en piragüismo en la modalidad de maratón. Ganó cuatro medallas en el Campeonato Europeo de Piragüismo en Maratón, en los años 2024 y 2025.

## Palmarés internacional
| \| Campeonato Europeo \| Campeonato Europeo \| Campeonato Europeo \| Campeonato Europeo \| \| Año \| Lugar \| Medalla \| Competición \| \| ------------------ \| ------------------------ \| ------------------ \| ------------------ \| \| 2024 \| Poznań (Polonia) \| Medalla de bronce \| K1 (DC) \| \| 2024 \| Poznań (Polonia) \| Medalla de bronce \| K1 \| \| 2025 \| Ponte de Lima (Portugal) \| Medalla de oro \| K1 \| \| 2025 \| Ponte de Lima (Portugal) \| Medalla de plata \| K1 (DC) \| |                          |                   |             |
| Campeonato Europeo |                          |                   |             |
| Año | Lugar                    | Medalla           | Competición |
| 2024 | Poznań (Polonia)         | Medalla de bronce | K1 (DC)     |
| 2024 | Poznań (Polonia)         | Medalla de bronce | K1          |
| 2025 | Ponte de Lima (Portugal) | Medalla de oro    | K1          |
| 2025 | Ponte de Lima (Portugal) | Medalla de plata  | K1 (DC)     |